# Jefferson Parish
Jefferson Parish (franska: Paroisse de Jefferson) är ett administrativt område, parish, i delstaten Louisiana, USA. År 2010 hade området 432 552 invånare. Den administrativa huvudorten är Gretna.

## Geografi
Enligt United States Census Bureau har countyt en total area på 1 663 km². 795 av den arean är land och 870 km² är vatten.  

### Angränsande områden
- Orleans Parish - öster
- Saint Bernard Parish - öster
- Plaquemines Parish - öster
- Mexikanska golfen - söder
- Lafourche Parish - väster

### Orter
- Avondale
- Barataria
- Bridge City
- Elmwood
- Estelle
- Grand Isle
- Gretna (huvudort)
- Harahan
- Harvey
- Jean Lafitte
- Jefferson
- Kenner
- Lafitte
- Marrero
- Metairie
- River Ridge
- Terrytown
- Timberlane
- Waggaman
- Westwego
- Woodmere